# سباستین لوپز (بازیکن فوتبال، زاده اکتبر ۱۹۸۵)
سباستین لوپز (انگلیسی: Sebastián López؛ زادهٔ ۱۳ اکتبر ۱۹۸۵) بازیکن فوتبال اهل آرژانتین است.